# Purism
Purism és una empresa americana amb seu a San Fracisco que fabrica telèfons intel·ligents, tauletes, portàtils i nettops (Librem). També manté un sistema operatiu (PureOS) i Librem One, un conjunt de programari destinat a gestionar missatges privats, correu, VPN i xarxes socials. L'empresa ofereix productes i serveis relacionats amb la protecció de la llibertat, la privacitat i la seguretat en entorns Linux. El maquinari s'acostuma a vendre a preus poc competitius i es considera destinat a un públic molt específic.